# Gloster F.9/37
Il Gloster F.9/37 era un monoplano da caccia sviluppato a partire dalla fine degli anni trenta del XX secolo da parte della Gloster Aircraft Company e rimasto allo stadio di prototipo. Fu il primo aereo progettato dall'ingegnere W.G. Carter per la ditta.

## Storia del progetto
In risposta alla specifica F.34/35, emessa dall'Air Ministry, e relativa ad un caccia biposto, bimotore, dotato di armamento in torretta dorsale ad azionamento elettrico, la Royal Air Force decise di adottare il progetto del monomotore Boulton Paul Defiant, concepito originariamente per la specifica F.9/35, e il requisito per la specifica F.34/35 fu cancellato. Meno di due anni dopo fu emessa la specifica F.9/37 relativa ad un caccia monoposto bimotore, dotato di armamento fisso. La Gloster Aircraft Company presentò un progetto elaborato dall'ingegnere W.G. Carter, il primo elaborato da lui per la ditta, denominato provvisoriamente F.9/37, relativo ad un caccia monoposto dotato di armamento su 2 cannoni Hispano-Suiza HS.404 da 20 mm e quattro mitragliatrici Browning da 7,7 mm nel muso. Destinato alla produzione da parte di manodopera semi-specializzata in stabilimenti dispersi sul territorio, la struttura dell'aereo era costruita in diversi pezzi che venivano successivamente assemblati.

## Descrizione tecnica
Aereo da caccia, monoplano, bimotore, monoposto di costruzione interamente metallica fatta eccezione per le superfici di controllo che avevano rivestimento in tela. L'ala era posta in posizione bassa, e costruita in un unico pezzo con longheroni in lega leggera e rivestimento in duralluminio. La sezione centrale conteneva i serbatoi di carburante e le gondole dei propulsori.
La fusoliera era costituita da due sezioni principali con il muso e l'impennaggio di coda, caratterizzato dalla forma bideriva, rimovibili. La parte anteriore conteneva la cabina di pilotaggio e due cannoni fissi, mentre nella parte posteriore era installata inizialmente una torretta dorsale con quattro mitragliatrici, più tardi rimossa così come la postazione del mitragliere. Tali armi vennero sostituite da quattro mitragliatrici fisse dello stesso calibro.
I propulsori erano due radiali Bristol Taurus T-S(a) a 14 cilindri, raffreddati ad aria, dotati di sistema di sovralimentazione eroganti la potenza di 1 050 hp (746 kW). I motori azionavano eliche tripala metalliche Rotol a passo variabile in volo del diametro di 3,04 m (10 ft). La capacità di carburante dei serbatoi era di 772 litri (170 gal), mentre quello dell'olio conteneva 68 litri (15 gal). La velocità di salita era di 12,5 m/s (2 460 ft/min) a 15 000 piedi, mentre il rapporto peso:potenza 0,283 kW/kg (0,172 lb/hp) e l'aereo saliva a 8 500 m (28 000 piedi) in 19 minuti e 36 secondi.
Il carrello d'atterraggio Dowty era triciclo posteriore interamente retrattile. Le gambe principali, posizionate sotto le semiali, rientravano negli alloggiamenti siti nelle gondole motori per rotazione all'indietro. Il ruotino di coda era anch'esso completamente retrattile.
L'armamento era composto da due cannoni Hispano-Suiza HS.404 calibro 20 mm e quattro mitragliatrici Browning M1919 calibro .303 in (7,7 mm).

## Impiego operativo
Il primo prototipo (matricola militare L7999) dotato dei propulsori radiali Bristol Taurus TS da 1 060 hp andò in volo per la prima volta il 3 aprile 1939, nelle mani del collaudatore Gerry Sayer, dimostrando prestazioni eccellenti. Pilotato anche da Michael Daunt, il 23 maggio il prototipo fece una breve, ma impressionante, apparizione sulla base aerea di Northolt prima di un grande raduno di membri di entrambe le camere del parlamento che erano stati invitati dall'Air Ministry ad assistere ad una manifestazione aerea. Prima di tornare a Hucclecote, il velivolo effettuò un passaggio ad alta velocità sulla pista di volo. Dopo ulteriori test in fabbrica, l'8 luglio l'L7999 venne inviato presso l'Aeroplane and Armament Experimental Establishment (A & AEE) di Boscombe Down per i test preliminari militari, facendosi subito apprezzare dai piloti, anche se non mancarono alcuni problemi ai propulsori.
La velocità massima di 579,24 km/h (360 mph) si rivelò la migliore registrata da un aereo da caccia britannico fino a quel momento. Dai voli di collaudo emerse che il prototipo risultava molto maneggevole e volava bene. Tuttavia, dopo essere rimasto gravemente danneggiato in un incidente in fase di atterraggio a Martlesham Heath avvenuto il 27 luglio 1939, fu rimotorizzato con i meno potenti Taurus TS (a)-III da 900 hp nel corso del 1940, con conseguente calo nelle prestazioni.
Il secondo prototipo (L8002), equipaggiato con i propulsori in linea raffreddati a liquido Rolls-Royce Peregrine I da 880 hp volò per la prima volta il 22 febbraio 1940; raggiungendo i 530 km/h (330 mph) a 4 570 m (15 000 piedi).
In risposta alla specifica F.18/40 relativa ad un caccia notturno con armamento montato sia sul muso che in torretta, la Gloster presentò un progetto basato sul precedente F.9/37, dotato di motori in linea Rolls-Royce Merlin, quattro mitragliatrici in torretta dorsale e radar di intercettazione aerea (AI). Con il supporto dall'Air Staff che lo considerava superiore al Bristol Beaufighter, l'Air Ministry ordinò che uno dei prototipi dell'F.9/37 fosse convertito secondo la nuova specifica F.29/40.
Conosciuto non ufficialmente come "Gloster Reaper", ereditò le ammirevoli caratteristiche di maneggevolezza dell'F.9/37, e nonostante fosse giudicato superiore ad altri modelli, incluse le versioni dotate di torretta del Beaufighter e del de Havilland Mosquito, il programma relativo al Reaper fu abbandonato nel maggio 1941, in modo che la Gloster potesse concentrarsi su altri progetti, in particolare sui suoi aerei a reazione.
Nel novembre del 1948 la rivista Aerosphere riferiva che i "resti" di un F.9/37 erano usati fino a poco tempo prima per scopi addestrativi presso la base aerea di Cosford.

### Esplicative
1. ↑  Solo nel 1948 il reparto marketing della Gloster gli assegnò retroattivamente il numero di modello G.39 e il soprannome di Reaper.
2. ↑  Carter aveva previsto l'installazione di altri tre cannoni da 20 mm al posto delle mitragliatrici, che potevano sparare anche obliquamente.
3. ↑  A 15 200 piedi (4632,95 m) la velocità massima era scesa 332 mph (534,19 km/h).

### Bibliografiche
1. ↑  Mason 1992, p. 264.
2. ↑  James 1971, pp. 233-234.
3. 1 2 3 4 5 6 7 8 9 10 11 12  Уголок неба.
4. ↑  H.F. King, "From Mars to Javelin: F.9/37 (Taurus engines)." Flight, 27 May 1955, p. 275.
5. ↑  Mondey 1982, p. 117.
6. 1 2 3  James 1971, p. 236.
7. 1 2 3  Mason 1992, p. 279.
8. ↑  Green 1961, pp. 233-51.
9. ↑  Morgan 1992, p. 360.
10. 1 2  Buttler 2004, p. 62.